# 亞瑟·山度士
亞瑟·佐治·山度士（Arthur George dos Santos），一般稱為A·G·山度士，生於葡萄牙，已退役葡萄牙裔香港足球運動員，先後效力聖約瑟及獄吏，是首位非在香港出生的香港奧運足球代表隊及香港足球代表隊隊員。

## 足球生涯
山度士生於葡萄牙，曾效力聖約瑟一段長時間，是當年西聯隊的左中衛主力，更入選1952年香港奧運足球代表隊名單。
1953/54球季，山度士轉投乙組球會獄吏。同年仍入選香港足球代表隊參加1954年亞運足球賽，並於兩場分組賽均擔任正選，更於4–2勝阿富汗一仗射入一球。
1956年，山度士入選香港，出戰首屆亞洲盃，但最終在比賽沒有上陣，共計代表香港隊3次，入1球。。

## 家庭生活
山度士育有5子，全部均有參與香港足球運動，大子曾經效力於菱電，次子曾經效力於俠士，另外兩名兒子曾經效力於英軍足球隊，當中年紀最小的山度士最為知名，曾經效力於南華及晨曦，獲得兩屆香港足球先生、三屆香港傑出運動員，於1995年獲得入選為亞洲足球明星隊，於2000年在世紀香港足球明星選舉中獲得選舉為千禧香港球星。5名兒子經常組織足球隊參與五人足球賽事。